# Andrij Boriaczuk
Andrij Wasylowycz Boriaczuk, ukr. Андрій Васильович Борячук (ur. 23 kwietnia 1996 w Winnicy) – ukraiński piłkarz, grający na pozycji napastnika.

## Kariera piłkarska

### Kariera klubowa
Wychowanek Akademii Piłkarskiej Szachtar Donieck, barwy którego bronił w juniorskich mistrzostwach Ukrainy (DJuFL). 20 lipca 2013 roku debiutował w młodzieżowej drużynie Szachtara, a 15 maja 2016 zagrał po raz pierwszy w podstawowym składzie donieckiego klubu. W czerwcu 2017 został wypożyczony do FK Mariupol. 20 stycznia 2020 został wypożyczony do Çaykur Rizesporu.

### Kariera reprezentacyjna
W latach 2011–2015 występował w juniorskich reprezentacjach U-17 i U-19. Potem bronił barw młodzieżowej reprezentacji Ukrainy.
16 listopada 2018 zadebiutował w dorosłej reprezentacji Ukrainy w przegranym 1:4 meczu ze Słowacją.

## Sukcesy i odznaczenia

### Sukcesy piłkarskie
Szachtar Donieck
- mistrz Ukrainy: 2016/17
- zdobywca Pucharu Ukrainy: 2016/17